# 독스 오브 워
독스 오브 워는 WWE 로우 브랜드 소속의 3인조 악역 스테이블로, 2018년 9월 11일에 결성되었다.

## 구성원
- 돌프 지글러
- 브라운 스트로우먼
- 드류 맥킨타이어